# Atlantiska orkansäsongen 2006
Den atlantiska orkansäsongen 2006 pågick från den 1 juni 2006 till den 30 november 2006. Historiskt sett så bildas de allra flesta tropiska cyklonerna under denna period på året.

## Orkannamn 2006
Varje år görs en lista upp över vilka orkannamn som skall gälla för det året. Om möjligt återanvänds listan vart sjätte år, listan för 2006 är således samma som listan för 2000 förutom att Kirk ersätter Keith. 

- Alberto (storm)
- Ej namngiven (storm)
- Beryl (storm)
- Chris (storm)
- Debby (storm)
- Ernesto (orkan)
- Florence (orkan)
- Gordon (orkan)
- Helene (orkan)
- Isaac (orkan)
- Joyce
- Kirk
- Leslie
- Michael
- Nadine
- Oscar
- Patty
- Rafael
- Sandy
- Tony
- Valerie
- William

## Stormar

### Tropiska stormen Alberto
Den tropiska stormen Alberto bildades den 11 juni 2006. Stormen utvecklades ur ett område med oroligt väder som hängde ihop med ett stort lågtrycksområde utanför Belize kust. Stormområdet rörde sig över Mexikanska golfen och nådde sin högsta vindhastighet på 32 m/s (115 km/h) strax innan den nådde land. Stormområdet passerade över norra Florida under den 13 juni 2006 och fortsatte försvagat över Georgia och vidare ut över Atlanten. Väderområdet hade då försvagats så att det inte längre var en tropisk cyklon utan ett lågtryckscentrum. Resterna av ovädret nådde den 20 juni Brittiska öarna. Det fortfarande djupa lågtrycket på cirka 985 hPa hade då sitt centrum norr om Skottland. Det tillhörande regnområdet drog den 21 juni in över Sverige och den 22 juni över Finland. 

### Tropiska stormen Beryl
Ett oväder utanför USA:s östkust bildar den 18 juli den tropisk stormen Beryl. Stormen rörde sig norrut och stärktes av Golfströmmens varma vatten. Den 21 juli stryker Beryl förbi ön Nantucket i Massachusetts, stormen hade då en vindhastighet på 23 m/s (85 km/h). Väderområdet försvagades på sin väg nordöstöver och övergick från att vara en tropisk cyklon till att vara ett lågtryckscentrum över östra Kanada. Resterna av ovädret drog över Atlanten mot Nordeuropa, lågtryck var fortfarande mycket lågt, den 27 juli var det 975 hPa. Det tillhörande frontområdet drog den 29 juli in över Storbritannien och den 31 juli över södra Skandinavien.

### Tropiska stormen Chris
Öster om Antigua bildades den 1 augusti den tropiska stormen Chris. Stormen utvecklades ur ett område med orolig atmosfär, en så kallad tropisk våg i atmosfären, som dragit västerut från Afrikas kust. Stormen drog västerut, strax norr om de karibiska öarna men tappade kraft innan den nådde Bahamas. Den 4 augusti klassades ovädret inte längre som en tropisk storm och när det drog in över Kuba var det inte en tropisk cyklon längre.

### Tropiska stormen Debby
En tropisk cyklon bildades utanför Afrikas västkust och rörde sig upp mot Kap Verde-öarna. Den 22 augusti utvecklas ovädret till den tropiska stormen Debby men försvagas igen så att den 26 augusti klassades den inte längre som en tropisk storm.

### Orkanen Ernesto
Orkan Ernesto som var den första för 2006 års orkansäsong bildades den 27 augusti strax söder om Haiti. som mest var vindstyrkorna 120 km/h (33 m/s). Först förutspåddes en hastig förvärring av orkanen men istället avtog den till en tropisk storm redan på eftermiddagen den 27:e. Stormen medförde kraftiga regn över södra Haiti som tog några personers liv. Den 28 augusti nådde stormen Kuba vid Guantanamo Bay med vindhastigheter på cirka 75 km/h (20 m/s). Den 29 augusti lämnade stormen Kuba och drog med vindhastigheter på cirka 75 km/h vidare mot södra Florida. Den 30 augusti drog ovädret över södra Florida och sedan vidare ut i Atlanten där den stärktes, vindhastigheten var då 95 km/h (26 m/s). Den 31 augusti drog stormen in över North Carolina med vindhastigheten 112 km/h (31 m/s) men försvagades över land och förlorade sin status som tropisk storm den 1 september. Resterna i form av ett lågtryckscentrum med tillhörande regnfronter drog vidare norrut i inlandet.
Ovädret fick sitt namn redan den 25 augusti då ovädret klassades som en tropisk storm i Karibiska havet väster om Små Antillerna. Stormen hade utvecklats ur ett lågtryck av tropisk cyklon-typ som bildats öster om Antillerna. 

### Orkanen Florence
Den tropiska stormen Florence bildades den 5 september 2006. Stormen utvecklades ur ett djupt lågtrycksområde mitt ute på Atlanten, rakt väster om Kap Verde-öarna. Stormen rörde sig initialt västnordväst mot Nordamerika med vindhastigheter på cirka 65 km/h (18 m/s). Den 8 september passerade stormen 800 km norr om Antillerna med vindhastigheter på 85 km/h (23 m/s). Stormen var ovanligt vid med stormstyrka i ett område på 650 km runt stormens centrum.
Den 10 september fördjupas stormen till en orkan med vindhastigheter på 130 km/h (35 m/s) och dess bana vred norrut så att dess centrum den 11 september passerade 90 km väster om Bermuda. Vindhastigheter på ön var som mest 105 km/h (30 m/s). 

### Orkanen Gordon
Den tropiska stormen Gordon bildades den 11 september 2006 i spåret av orkanen Florence. Ovädret förstärktes hastigt, den 12 september nådde den orkanstyrka, den 13 september nådde den kategori 2 på Saffir–Simpson-orkanskalan och sedan kategori 3. Den blev säsongens första orkanen att bli så kraftig som kategori 3, de maximala medelvindstyrkorna uppnåddes den 14 september på cirka 210km/h (59m/s).
Från det att den uppnådde orkanstyrka, då befann den sig cirka 800 km nordost om Antillerna, rörde den sig norrut över öppet hav i 6 dygn innan den vred österut med riktning mot Azorerna. Den 19 september drog Gordon med vindhastigheter på 165 km/h (50 m/s) över ögruppen Azorerna som dock klarade sig utan allvarligare skador.
Stormområdet fortsatte österut och svepte över Galicien i nordöstra Spanien och vidare norrut till Irland den 21 september. Resterna av ovädret förenade sig med ett djupt lågtryck väster om Irland som gav upphov till en kraftfull sydvind över hela västeuropa, i Sverige märktes detta på de ovanligt höga temperaturerna under helgen 23-24 september.

### Orkanen Helene
Den tropiska stormen Helene bildades den 13 september 2006 sydväst om Kap Verde-öarna, det fanns då tre namngivna oväder på Atlanten samtidigt: den avtagande orkanen Florence vid Newfoundland, den kraftiga orkanen Gordon ute på Atlanten norr om Antillerna och stormen Helene. Den 16 september förstärktes den till en orkan och nådde kategori 3 på Saffir–Simpson-orkanskalan den 17 september. Den 18 september befann sig orkanen cirka 1400 kilometer nordost om Antillerna och hade en vindstyrka på 205 km/h (57 m/s).
Orkanen vred sig i en vid båge öster om Bermuda, från den ursprungliga nordvästliga banan mot Nordamerika till en nordöstlig bana mot Europa.

### Orkanen Isaac
Den tropiska stormen Isaac bildades den 29 september 2006 cirka 900 kilometer sydöst om Bermuda.  Den övergick till orkanstyrka den 30 september och passerade 450 kilometer öster om Bermuda innan den drog vidare norrut mot Newfoundland. Orkanen passerade 45 kilometer sydöst om Cape Race.